# Pankaj Mishra
Pour les articles homonymes, voir Mishra.
Pankaj Mishra (né en 1969 à Jhansi dans l'Uttar Pradesh, Inde) est un essayiste, journaliste et critique littéraire indien.

## Biographie
Pankaj Mishra obtient une licence de l'université d'Allahabad puis une maîtrise en littérature anglaise de l'université Jawaharlal-Nehru.
Son roman The Romantics est accusé par de nombreux critiques littéraires indiens d'avoir été écrit pour les lecteurs occidentaux.

## Prix et reconnaissance
En 2012, il reçoit le Vodafone Crossword Book Award pour son essai From The Ruins Of Empire.
En 2014, il est lauréat du Prix de littérature Windham-Campbell de l'université Yale dans la catégorie essai.
En 2014, il reçoit aussi le Prix international d’essai Josep Palau i Fabre.
Mishra est élu en 2008 à la Royal Society of Literature.
En novembre 2012, Foreign Policy le classe parmi les 100 penseurs globaux majeurs.
En février 2015, Prospect le range dans sa liste des 50 penseurs mondiaux.

### Monographies en anglais
- Butter Chicken in Ludhiana: Travels in Small Town India (1995)
- The Romantics (1999)
- An End to Suffering: the Buddha in the World (2004)
- India in Mind, anthologie dirigée par Pankaj Mishra (2005)
- Temptations of the West: How to Be Modern in India, Pakistan, Tibet, and Beyond (2006)
- Kashmir: The Case for Freedom (2011)
- From the Ruins of Empire: The Intellectuals Who Remade Asia (2012)
- A Great Clamour: Encounters with China and Its Neighbours (2013)
- Age of Anger : A history of the present, Allen Lane, 26 janvier 2017, 416 p. (ISBN 978-0-374-27478-8)[8]

### Traductions en français
- Une terrasse sur le gange : roman [« The Romantics »]  (trad. de l'anglais), Paris, Calmann-Lévy, 2005, 300 p. (ISBN 978-2-7021-3351-4)
- La fin de la souffrance : Le Bouddha dans le monde [« An End to Suffering: the Buddha in the World »], Buchet/Chastel, 2006, 450 p. (ISBN 978-2-283-02153-8)
- Désirs d'Occident : La modernité en Inde, au Pakistan, au Tibet et au-delà [« Temptations of the West: How to Be Modern in India, Pakistan, Tibet, and Beyond »]  (trad. de l'anglais), Paris, Buchet/Chastel, 2007, 370 p. (ISBN 978-2-283-02259-7)
- L'Âge de la colère : Une histoire du présent [« Age of Anger: A history of the present »]  (trad. de l'anglais), Paris, Zulma, 2020, 462 p. (ISBN 978-2-84304-842-5)

### Ouvrages collectifs
- Collectif (trad. de l'allemand par Frédéric Joly (anglais et allemand) et Jean-Marie Saint-Lu (espagnol), préf. Heinrich Geiselberger), L'Âge de la régression, Paris, éditions premier parallèle, 13 avril 2017, 328 p. (ISBN 979-10-94841-48-8)